# Roland Audenrieth
Roland Audenrieth (* 2. Juli 1979) ist ein ehemaliger deutscher Skispringer.

## Werdegang
Audenrieth, der seit 1989 Skispringer war, wurde 1997 in den Nationalkader aufgenommen und absolvierte sein erstes Weltcup-Springen am 29. Dezember 1997 im Rahmen der Vierschanzentournee in Oberstdorf. Er beendete den Wettkampf als 43. Am 17. Januar 1998 erreichte er auf der Großschanze beim Weltcup-Springen in Zakopane, Polen mit dem 10. Platz sein bestes Einzelergebnis bei einem Weltcup-Springen seiner Karriere. Er konnte dieses Ergebnis nicht wiederholen und erreichte meist nur Top-50-Plätze. Deshalb startete er ab 2002 auch nur noch im Continental Cup. In der Saison 1998/99 konnte er den Continental Cup mit insgesamt 1208 Punkten gewinnen. Bei den Deutschen Meisterschaften 2000 in Oberstdorf gewann er den Meistertitel mit dem Team. Nachdem er in der Saison 2002/03 mit dem Springen in Ishpeming, Vereinigte Staaten sein letztes Continental-Cup-Springen gewann und am folgenden Tag den 4. Platz erreichte, beendete Audenrieth seine aktive Skispringer-Karriere. Mittlerweile ist er Chef-Techniker der deutschen Weltcup-Skispringer.

## Erfolge

### Continental-Cup-Siege im Einzel
| Nr. | Datum           | Ort        | Typ           |
| --- | --------------- | ---------- | ------------- |
| 1.  | 17. Januar 1999 | Lauscha    | Normalschanze |
| 2.  | 31. Januar 1999 | Ruhpolding | Großschanze   |
| 3.  | 6. März 1999    | Ishpeming  | Normalschanze |
| 4.  | 10. März 2000   | Våler      | Normalschanze |
| 5.  | 1. März 2003    | Ishpeming  | Normalschanze |

### Continental-Cup-Siege im Team
| Nr. | Datum          | Ort        | Typ           |
| --- | -------------- | ---------- | ------------- |
| 1.  | 5. August 2001 | Oberstdorf | Normalschanze |

## Statistik

### Weltcup-Platzierungen
| Saison  | Platz | Punkte |
| ------- | ----- | ------ |
| 1997/98 | 65.   | 26     |
| 1998/99 | 51.   | 43     |
| 2000/01 | 57.   | 31     |

### Continental-Cup-Platzierungen
| Saison  | Platz | Punkte |
| ------- | ----- | ------ |
| 1996/97 | 155.  | 0044   |
| 1997/98 | 044.  | 0283   |
| 1998/99 | 001.  | 1208   |
| 1999/00 | 005.  | 0840   |
| 2000/01 | 014.  | 0444   |
| 2001/02 | 010.  | 0510   |
| 2002/03 | 031.  | 0291   |